# Abraham d'Antioche
 Abraham d'Antioche fut patriarche d'Antioche de l'Église jacobite du 25 mai 962 au 4 mars 963.